# Juan Gómez "Chicuelo"
Juan Ignacio Gómez Gorjón, conocido artísticamente como Chicuelo, (La Albuera ,  Badajoz; 1968) es un guitarrista español de flamenco, compositor e intérprete.

## Trayectoria artística
Chicuelo vive desde niño en Cornellá de Llobregat (Barcelona), donde inicia su afición por la guitarra flamenca a la edad de 12 años con el maestro Casimiro González. 
Trabaja como guitarrista en el tablao de Carmen con Mario Escudero, Angelita Vargas, La Tolea, Eva Yerbabuena, Sara Baras, Adrián Galia, Belén Maya, Antonio ‘El Pipa’ o Joaquín Grilo. 
Posteriormente acompaña a cantaores como Enrique Morente, Rancapino, Chano Lobato, José Mercé, Duquende, Mayte Martín, Diego "El Cigala", Carmen Linares, Potito. Ha trabajado con músicos de jazz como Chano Domínguez, Carles Benavent, Jorge Pardo, Jordi Bonell, Raynald Colom, Marco Mezquida, entre otros; y ha colaborado con la pianista Maria João Pires.
En 1996 crea y lidera Cambalache, con la cual tiene un gran reconocimiento. 
También es componente de Guitarras mestizas con el que graba dos trabajos discográficos. 
Ha compuesto parte de la música de la última película de Orson Welles, El Quijote.
Ha dirigido y producido los trabajos Siento y Oscuriá de Ginesa Ortega, en Suena flamenco, Zaguán o Desglaç de Miguel Poveda y en Mi forma de vivir de Duquende y ha participado en grabaciones junto a Tomatito, Mayte Martín,  Joan Manuel Serrat, La Vargas Blues Band, Antonio Carmona, Jordi Tonel, entre otros.
Ha compuesto música para las compañías de danza flamenca de los artistas más reconocidos: Antonio Canales, Joaquín Cortés, Israel Galván, para quien compone la música original de sus obras La Metamorfosis (2000), Torero alucinógeno (2004) y Lo Real/Le Réel/The Real, estrenado en 2012 en el Teatro Real de Madrid. 
Desde 1992 es director musical de la compañía de danza japonesa de Shoji Kojima, destacando las obras presentadas en el Festival de Jerez y la Bienal de Flamenco de Sevilla, La Celestina (2012) y Fatum (La fuerza del destino), en las cuales compuso la música original. 
Desde 2003 también dirige la música de la compañía de baile Somorrostro Dansa Flamenca producida por el Taller de Músics., y donde compone las obras Andanzas e Inconnexus XXI, esta última junto a Enric Palomar y con coreografías de Javier Latorre.
Chicuelo ha sido el guitarrista habitual de Miguel Poveda y de Duquende, con los que ha realizado numerosas giras por Europa, Japón y Estados Unidos. 
Ha sido director musical de Tarantos, musical dirigido por Emilio Hernández con coreografías de Javier Latorre. 
En el 2000 presenta su primer CD como solista y con repertorio propio: Cómplices (Harmonia Mundi) con el que realiza directos por todo el país. Este trabajo fue premiado como mejor disco de guitarra solista por la revista Flamenco Hoy. En el 2001 recibe, de la misma revista, el premio como mejor guitarra de acompañamiento en el trabajo discográfico Zaguán de Miguel Poveda.
Ha participado, entre otras, en la producción Un momento y la Eternidad del bailaor Israel Galván, además de su relevante participación junto a Miguel Poveda como intérprete y compositor en los discos Desglaç en 2005 (música, arreglos y guitarra en los temas: No et veuré més, Jo, l´invertit de cos i d´ànima y Posseït) y en la gira posterior entre 2005 y 2007.
También participa activamente en la composición y grabación del disco Cante y Orquesta junto a Miguel Poveda y Joan Albert Amargós grabado en el Festival de Peralada en agosto de 2007 y editado en febrero de 2009, partiendo de un proyecto desarrollado desde el año 2000. Además en 2007 colabora en Els treballs i els dies junto a Maria del Mar Bonet y Miguel Poveda.
En 2003, participa en el proyecto Qawwali Jondo producción que inicia en 2003 junto a Duquende, Miguel Poveda y Faiz Ali Faiz (edición CD+DVD en 2006). En 2005 colabora con su toque en el disco de Duquende Mi forma de vivir. En 2007 se edita Live in Cirque d'Hiver París, disco de Duquende, grabado en directo en París siguiendo los pasos de la experiencia del maestro Camarón de la Isla, al toque Chicuelo e Isaac el Rubio.
En noviembre de 2007 se edita su segundo trabajo discográfico propio que lleva por título Diapasión (Flamenco Records), también galardonado como mejor disco de guitarra solista en los premios Flamenco Hoy. El disco es un recorrido por diferentes palos flamencos de la mano de algunos músicos relevantes del panorama del jazz en Cataluña como Carles Benavent, Raynald Colom, Roger Blavia, Elisabet Gex y las voces de Mónica ‘La Chicuela’, El Londro y Salao, con los cuales graba bulerías, fandangos, rumbas, canasteras, tangos.
En 2009 Chicuelo colabora en los arreglos y en la grabación del disco doble Coplas del querer de Miguel Poveda, junto a Joan Albert Amargós, compaginando la gira de ‘Coplas del querer’ del cantaor Miguel Poveda con la de ‘La Leyenda del Tiempo, Camarón, 30 anys després’ junto a Duquende, Rafaela Carrasco y Silvia Pérez Cruz. 
Participó en el espectáculo ‘Historias de viva voz’ de Miguel Poveda que abría la Bienal de Flamenco de Sevilla el 15 de septiembre de 2010 en la Plaza de toros de la Maestranza y que volvió a presentarse el 28 de septiembre en el Gran Teatro del Liceo de Barcelona, posteriormente también en la gira de arteSano.
En 2012 sigue colaborando con diversos artistas flamencos (Miguel Poveda, Duquende, Salao...) y presenta Shoji Kojima & Chicuelo con la colaboración especial del artista plástico Frederic Amat, esternada el 26 de mayo de 2012 en el Festival Ciutat Flamenco de Barcelona y De Carmen (ballant a la sorra) de Trànsit Dansa/Maria Rovira, en la composición musical y arreglos, estrenado el 4 de julio de 2012 en el Festival Grec de Barcelona. 
Ese mismo año compone la música para tres temas incluidos en la banda sonora de la película Blancanieves dirigida por Pablo Berger, estrenada el 22 de septiembre de 2012 en el Festival de Cine de San Sebastián.
Codirige musicalmente el espectáculo Pansori Meets Flamenco de la Korea Flamenco Company, estrenado el 5 de octubre de 2012 en el BaekAm Art Hall Seúl (Corea del Sur). El 23 de noviembre de 2012 presenta en Barcelona (Festival Connexions) un espectáculo conjunto con el cantautor catalán Sanjosex (Carles Sanjosé) con variados temas incluyendo algunos de Ray Heredia, colaboración que repetirá en posteriores directos (Girona, Cadaqués, Torredembarra...)
En 2013 recibe un Premio Goya por la canción No te puedo encontrar de la banda sonora de la película Blancanieves, ganadora de Mejor Canción Original en los Premio Goya 2013, con letra de Pablo Berger, música de Chicuelo y en la voz de Silvia Pérez Cruz.
También en 2013 retoma en la dirección musical el espectáculo Qawwali Flamenco con Faiz Ali Faiz y en esta ocasión acompañado además por Carmen Linares, Tomás de Perrate, David Lagos e Isaac Vigueras, estrenado el 27 de junio de 2013 en el Festival de St-Denis (Francia). Por otra parte colabora en el espectáculo Nadie sabe nada con el dúo Gomaespuma, con dirección de Andreu Buenafuente, estreno el 3 de julio de 2013 en el Teatro Barts de Barcelona. Entre otras actividades artísticas sigue además colaborando en directos con Miguel Poveda... y prepara su próximo disco en solitario.
En 2014 puso en marcha el proyecto Rumba y cosas con Marinah (excantante de Ojos de Brujo) y los músicos Carlos Sarduy, Javi Martín e Israel Suárez ‘El Piraña’, el cual se estrenó en el Festival Connexions. 
En 2015 graba y compone parte de los temas del último trabajo de Miguel Poveda Sonetos y poemas para la libertad.
En 2015 graba y compone parte de los temas del último trabajo de Miguel Poveda Sonetos y poemas para la libertad.
En 2016 Chicuelo estrena su nuevo proyecto con Marco Mezquida y Paco de Mode en colaboración con la Fira Mediterrània de Manresa. Posteriormente esta nueva propuesta se materializa en el disco Conexión, con el que tienen un reconocimiento a nivel mundial. 
Desde 2017 es el guitarrista y director musical de los espectáculos Gran Gala Flamenco y Ópera y flamenco en Barcelona. 
En 2019 presenta su tercer disco en solitario, Uña y carne, una producción de Accords Croisés, editado por Discmedi y Taller de Músics en España y por Accords Croisés en el resto del mundo. El álbum está formado por una recopilación de ocho temas: bulerías, tangos, guajiras, rumbas, sevillanas, tanguillos y rondeñas que lo reafirma como uno de los guitarristas más destacados de la escena flamenca y, también, como un compositor excelso. En este proyecto, Chicuelo es el compositor de todos los temas y cuenta con la participación de reconocidos músicos de la escena flamenca y jazzística, como el trompetista Carlos Sarduy, el violinista Carlos Caro, los bajistas Carles Benavent y Javier Martín, el armonicista Antonio Serrano, el percusionista Paquito González, las cantaoras La Tana y La Chicuela y los cantaores Makarines. 
También en 2019 publica un nuevo trabajo con Marco Mezquida, No hay dos sin tres, que contiene ocho composiciones propias. Es una constatación de la vigencia y la riqueza de un proyecto conjunto que sorprendió por su autenticidad y elegancia cuando irrumpió en Conexión. El título del álbum es un homenaje a Paco de Mode y también una manera de subrayar la buena y profunda conexión musical y personal entre los dos músicos. En febrero de 2020, este trabajo recibe el Premio Ciudad de Barcelona en la categoría de música. 
En 2020 compone la música original del espectáculo Lorca x Bach, producido por Shoji Kojima con coreografía de Javier Latorre y dirección escénica de Paco López, que se estrena en el Festival de Jerez.
En 2021 inicia su proyecto Caminos, acompañado por tres destacados artistas de diferentes géneros: Karen Lugo al baile, Martín Meléndez al cello y David Gómez a la batería. El estreno oficial tuvo lugar en agosto de 2021 en el Teatro Coliseum de Barcelona, en el marco del Mas y Mas Festival. A finales de 2022 se publica el disco Caminos, así como el documental 'Camino a Chicuelo', dirigido por el cineasta Luis Gibert.

## Discografía como solista
- Cómplices (2000)
- Diapasión (2007)
- Uña y carne (2019)
- Caminos (2022)

## Algunos de sus discos en colaboración
- Qawwali Flamenco (2006). Con Faiz Ali Faiz, Duquende y Miguel Poveda
- Cante i Orquestra (2009). Con Miguel Poveda y Joan Albert Amargós.
- Sintonías (2015). Con Marinah.
- Conexión (2017). Con Marco Mezquida.
- No hay dos sin tres (2019). Con Marco Mezquida.
- Del alma (2024) - Chicuelo & Marco Mezquida.